# 卡洛斯·德尔波索
卡洛斯·德尔波索（西班牙語：Carlos del Pozo，1943年4月6日—2018年4月28日），生于圣地亚哥-德古巴，古巴男子篮球运动员。他曾代表古巴国家队参加1968年夏季奥林匹克运动会篮球比赛，获得第十一名。